# Слободан Јанковић
Слободан Јанковић (Лучани, 15. децембар 1963 — Родос, 28. јун 2006), познат по надимку Бобан, био је српски кошаркаш. Био је дугогодишњи члан Црвене звезде. Године 1993. играјући за Паниониос, изнервиран судијском одлуком, ударио је главом о конструкцију коша и задобио повреде због којих је остао непокретан.

## Каријера

### Црвена звезда
За Црвену звезду дебитовао је са 16 година и у свом најдражем дресу провео је пуних дванаест сезона. По квалитету Бобан је могао да се мери са највећим југословенским играчима свих времена (Петровићем, Кићановићем итд.), међутим у томе су га спречиле физичке предиспозиције, као и не баш сјајна радна етика, па и не чуди надимак који је добио још у млађим категоријама. Ипак, Јанковић је на интелигенцију и таленат досегао највеће кошаркашке висине. Сезону 1990/91 провео је у Војводини из Новог Сада, а у редове црвено-белих вратио се лета 1991. године и одиграо још једну сезону за памћење. У лигашком делу бележио је 25,5 поена по мечу, а био је и најбољи стрелац доигравања са 106 поена на шест утакмица, али црвено-бели су поново заустављени у финалној серији.
За Црвену звезду одиграо је 326 утакмица, забележио 201 победу и постигао 3.481 поена.

### Паниониос
Дошао је као велико појачање у Паниониос. Током сезоне пружао је одличне партије за свој клуб. Његова тадашњи саиграч Паниониса и играч који је касније направио добру НБА каријеру, Пи Џеј Браун, рекао је да када Бобан има своје вече то није кошарка, већ вече Бобанове креације. Ипак његова каријера је прерано прекинута исте сезоне. Дана 29. априла 1993, на утакмици грчког првенства са Панатинаикосом, изнервиран судијском одлуком, ударио је главом у конструкцију коша и том приликом задобио озбиљне повреде кичмене мождине од којих је остао доживотно парализован.
Јанковићу је припремљен емотивни дочек у октобру 1993. када је присуствовао утакмици Паниониоса и Олимпијакоса (83 : 72). Навијачи Паниониоса су му скандирали, а Јанковић није могао да суздржи сузе. Паниониос је у Јанковићеву част повукао из употребе дрес с бројем осам који је носио док је играо за тај клуб.

## Смрт
Последњих тринаест година свог живота Јанковић је провео у инвалидским колицима. Преминуо је 28. јуна 2006. у Грчкој на острву Родос.

## Карактеристике
Био је висок 202 cm и играо на позицији крила и био је прави ол-раунд играч: поседовао је фантастичан шут, постизао кошеве из тешких ситуација, а успут је био и добар у одбрани. Када је било потребно, знао је да изнуди или одглуми фаул. Био је и добар тројкаш. 
Његов тренер Владе Ђуровић, који га је тренирао две године у Панионису, споменуо је да није тренирао паметнијег играча. Често је улазио у расправе са судијама. Неретко је испољавао нервозу на терену. Верује се да због свог темперамента није био члан А репрезентације. За репрезентацију Југославије играо је само на Балканском првенству 1985. у Румунији где је освојио златну медаљу. Красио га је победнички дух и огромна жеља за победом.

## Остало
Његов син Владимир Јанковић такође је кошаркаш.